# Neodiplotoxa pulchripes
Neodiplotoxa pulchripes är en tvåvingeart som först beskrevs av Friedrich Hermann Loew 1872.  Neodiplotoxa pulchripes ingår i släktet Neodiplotoxa och familjen fritflugor. Inga underarter finns listade i Catalogue of Life.